# Битка код пирамида
Битка код пирамида је битка између француске војске у Египту и Мамелука. Битка се одиграла 21. јула 1798. крај пирамида. Француску војску је предводио Наполеон. Француска војска је одлучно победила вишеструко бројнију мамелучку војску. Наполеон је у тој бици употребио велику тактичку иновацију, масивни дивизијски квадрат.

## Увод
Наполеон је намеравао да угрози главног непријатеља Велику Британију, угрожавајући британску позицију у Индији инвазијом Египта. Египат је тада био провинција Османског царства. Директоријум се сложио са Наполеоновим планом, јер им је одговарало да Наполеон није у Француској. Наполеон је најпре 9. јуна 1798. заузео Малту, која је дотад била у поседу Јовановаца. Наполеонова војска се искрцала у Александрији 1. јула 1798. После заузимања Александрије француска војска је марширала према Каиру. Код пирамида крај Каира сачекала их је много већа мамелучка војска.

## Бројно стање
Мамелуци су били владари Египта. Наполеон је директно угрожавао главни град Египта и присилио је Мамелуке на одлучну битку. Мамелучку војску су предводили Мурад бег и Ибрахим бег. Имали су моћну и јако развијену коњицу. Француза је било 25.000, а Мамелуци су имали 50.000 до 75.000 војника. Мурад бег је располагао са 10.000 коњаника. Пратила их је арапска коњица и 24.000 јањичара. Наполеон је имао јако мало коњице.

## Битка
Наполеон је схватио да је коњица највреднији део мамелучке војске. Французи су имали јако мало коњице. Мамелука је било два до три пута више од Француза. Због тога је Наполеон морао прећи у дефанзиву. Смислио је тактичку иновацију. Организовао је војску у квадрате са великом шупљином унутра. У центар сваке шупљину је поставио артиљерију, товар и коњицу. Нападе мамелучке коњице је успешно одбијао артиљеријском паљбом из свакога квадрата, који би био нападнут. Мамелучка коњица је страдала у сваком новом нападу и нису успевали да разбију дисциплиновану француску војску у тактичком поретку масивних квадрата. Пошто се уморила мамелучка коњица и након неколико напада није успевала да разбије Наполеонове квадрате, француска војска је кренула у велики напад на египатски логор у селу Ембебе. Разбила је дезорганизовану египатску пешадију и натерала је у бег.

## Резултат
Том битком Наполеон је освојио Каиро и Доњи Египат. Када је мамелучка војска у Каиру чула за пораз њихове легендарне коњице побегли су до Сирије да се реорганизују. Том битком завршило је 700 година мамелучке власти над Египтом. Адмирал Хорације Нелсон је десет дана након те битке потопио већину француске флоте у бици на Нилу, познатој као битка код Абукира.